# Amery Peaks
Die Amery Peaks sind eine Gruppe von Berggipfeln im ostantarktischen Mac-Robertson-Land. Sie erstrecken sich im östlichen Teil der Aramis Range in den Prince Charles Mountains über eine Länge von 29 km an der Südostflanke des Nemesis-Gletschers.
Die Südgruppe der zwischen 1956 und 1957 unternommenen Forschungsreise im Rahmen der Australian National Antarctic Research Expeditions entdeckte sie und benannte sie in Anlehnung an die Benennung des Amery-Schelfeises. Namensgeber beider Objekte ist William Bankes Amery (1883–1951), Repräsentant des Vereinigten Königreichs für die Einwanderung nach Australien zwischen 1925 und 1929.